# Løgmanssteypið 2008
La Løgmanssteypið 2008 è stata la 54ª edizione della coppa nazionale delle Fær Øer disputata tra il 15 marzo e il 14 giugno 2008e conclusa con la vittoria del EB/Streymur, al suo secondo titolo.

## Primo turno
| 15 marzo 2008 |     |             |     |
| Fram          | 3–0 | Undri FF    |     |
| NÍF           | 2–3 | MB Miðvágur | dts |

## Secondo turno
| 20 marzo 2008   |     |               |              |
| EB/Streymur     | 1–0 | NSÍ Runavík   |              |
| VB/Sumba        | 1–2 | AB            | dts          |
| TB Tvøroyri     | 6–1 | MB Miðvágur   | dts          |
| 07 Vestur       | 1–1 | Víkingur Gøta | dts, dcr 4–2 |
| B71 Sandur      | 2–1 | B68 Toftir    | dts          |
| 22 marzo 2008   |     |               |              |
| ÍF Fuglafjørður | 2–3 | HB Tórshavn   |              |
| Fram            | 1–4 | KÍ Klaksvík   |              |
| B36 Tórshavn    | 1–0 | Skála ÍF      |              |

## Quarti
| 2 aprile 2008 |     |              |             |
| 07 Vestur     | 2–2 | B36 Tórshavn | dts, dcr3–5 |
| HB Tórshavn   | 5–1 | TB Tvøroyri  |             |
| EB/Streymur   | 2–0 | KÍ Klaksvík  |             |
| B71 Sandur    | 4–0 | AB           |             |

## Semifinali

### Andata
| 20 aprile 2008 |     |             |  |
| B36 Tórshavn   | 0–0 | HB Tórshavn |  |
| B71 Sandur     | 1–1 | EB/Streymur |  |

### Ritorno
| 12 maggio 2008 |     |              |  |
| EB/Streymur    | 2–1 | B71 Sandur   |  |
| HB Tórshavn    | 1–2 | B36 Tórshavn |  |

## Finale
| Arbitro: | Petur Reinert |

|                   |           |                                 |
| Potemkin 38’, 79’ | Marcatori | 10’, 76’ A.Hansen 19’ Samuelsen |